# Andrea Andreani

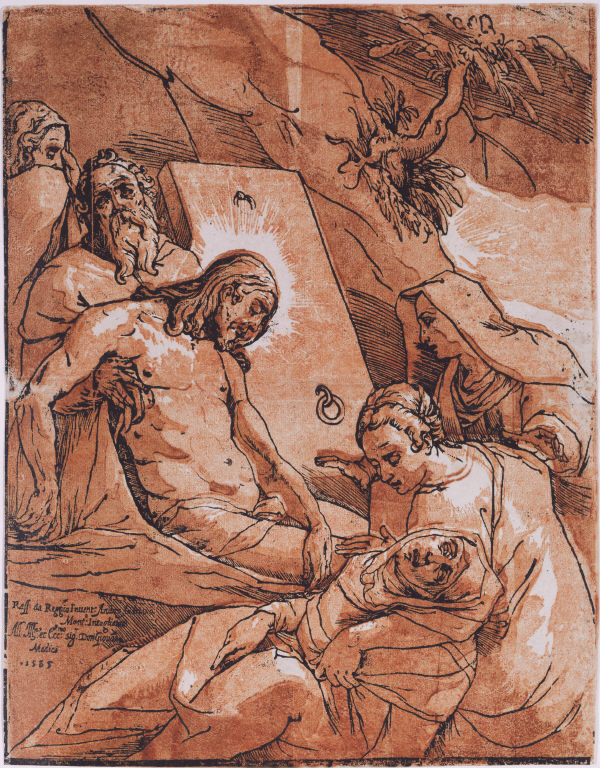
Lamentación ante Cristo muerto, xilografía grabada por Andreani en 1585 copiando un diseño de Raffaellino da Reggio.

Andrea  Andreani (Mantua, c. 1560 – Roma, 1623) fue un grabador italiano del Renacimiento, principalmente conocido por sus xilografías copiando a Mantegna. También reprodujo diseños de Durero, Parmigianino y Tiziano.
Muy pocos datos se saben de su vida; varias fuentes sitúan su nacimiento hacia 1540 pero el experto Franz Brulliot lo aplaza unos veinte años, hacia 1560. 
En el periodo 1584-85 trabajó en Florencia, en 1586-93 en Siena, y en Mantua desde al menos 1599.

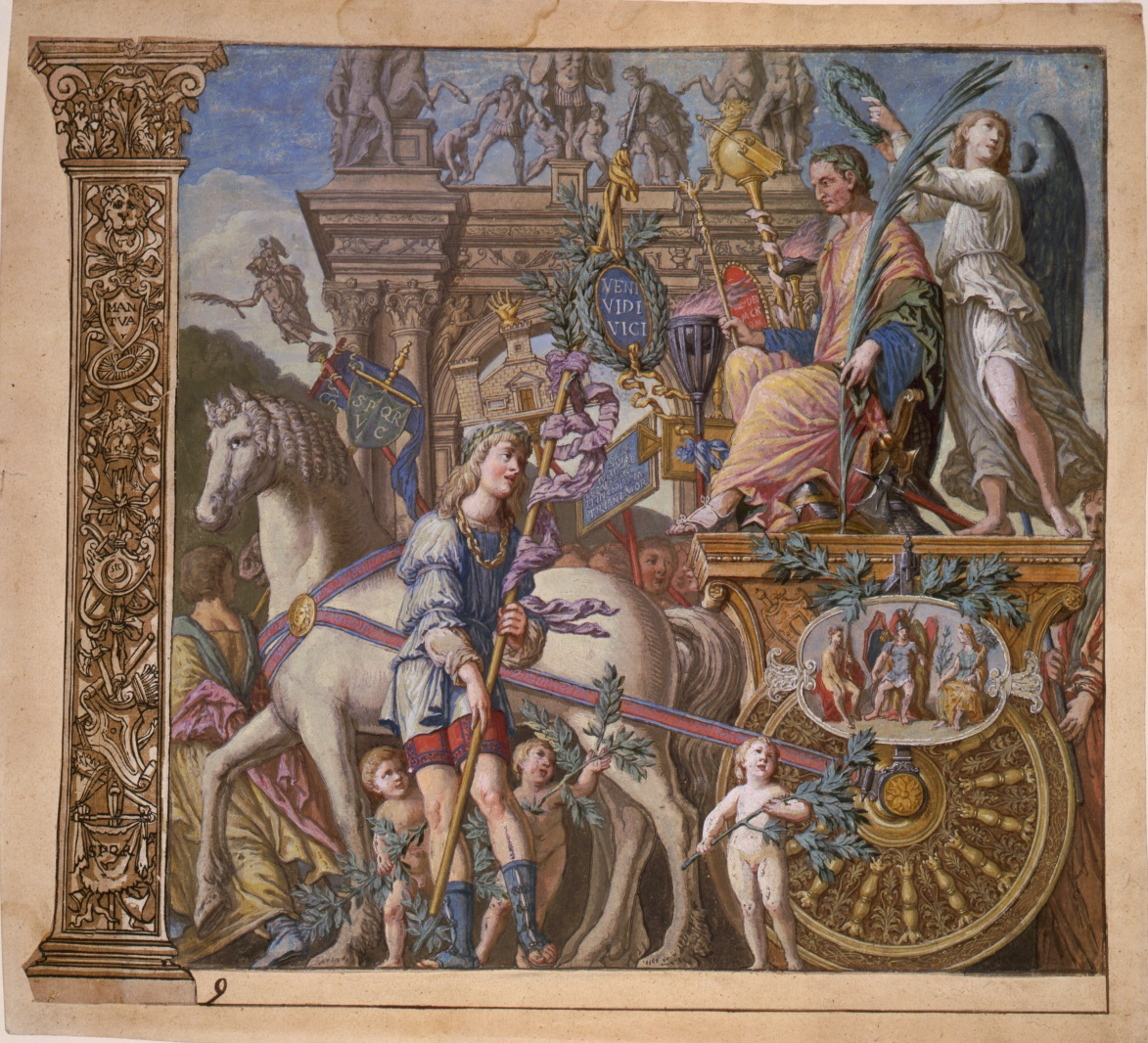
Julio César en su carruaje, grabado principal de la serie sobre Los triunfos del César. Este ejemplar tiene adherida a la izquierda una de las pilastras que Andreani grabó en dos planchas aparte. El coloreado es una adición a mano, posterior.

Es conocido casi únicamente por sus grabados mediante xilografía tonal a varias planchas, llamada de chiaroscuro. Sus trabajos más reconocidos son dos series grabadas: una sobre los pavimentos en mosaico del Duomo di Siena, que había diseñado Domenico Beccafumi, y otra serie de once grabados y portada copiando los nueve cuadros Los triunfos del César de Mantegna, que Andreani produjo en 1599, años antes de que las pinturas abandonasen Mantua al ser adquiridas por Carlos I de Inglaterra. La serie no solo reproduce los cuadros sino también (en dos planchas aparte) las pilastras decorativas que los enmarcaban. Presumiblemente Andreani pensó el conjunto para que pudiese encolarse unido en forma de friso, recreando el modo en que se exhibían los cuadros en Mantua. 
Otras xilografías a destacar son: La tropa del faraón hundida en el Mar Rojo (según Tiziano), La Virtud encadenada (según Jacopo Ligozzi), Ninfas bañándose (según Parmigianino), Lamentación ante Cristo muerto (1585; según Raffaellino da Reggio), El Diluvio (copiando otra xilografía de Niccolò Boldrini) y una copia de un relieve de Giambologna, Cristo condenado por Pilatos.